# Edouard Silas

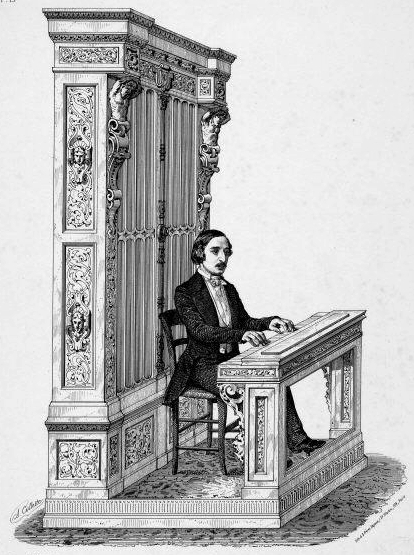
Edouard Silas

Edouard Silas (* 22. August 1827 in Amsterdam; † 8. Februar 1909 in London) war ein niederländischer Komponist und Organist.
Silas studierte in Paris bei Friedrich Kalkbrenner, François Benoist und Fromental Halévy. Seit 1850 lebte er in London. Hier wurde er Organist an der katholischen Kapelle von Kingston upon Thames und Professor für Harmonielehre an der Guildhall School of Music.
Er komponierte mehrere Sinfonien, Klavierkonzerte und Streichquartette, das Oratorium Joash (1867) sowie zahlreiche Orgelwerke.